# Bandeng
Bandeng est une localité du Cameroun située dans le département de la Mifi et la Région de l'Ouest. Depuis la création de la Communauté urbaine de Bafoussam en 2008, elle fait partie de la Commune d'arrondissement de Bafoussam IIe.

## Géographie
La localité est située sur un sol sablo-graveleux dans la boucle de la rivière Mifi-Sud, affluent du Noun.

## Chefferie traditionnelle
La localité est le siège d'une chefferie traditionnelle de 2e degré reconnue par le ministère de l'administration du territoire et de la décentralisation :
- 634 : Chefferie Bandeng

| No | Identité                     | Période | Période | Durée  | Étiquette |
| No | Identité                     | Début   | Fin     | Durée  | Étiquette |
| -- | ---------------------------- | ------- | ------- | ------ | --------- |
|    | Matchi (Yoh Pierre) (d)      | 1905    | 2004    | 99 ans |           |
|    | Tallé Philippe (d)           | 2005    | 2023    | 18 ans |           |
|    | Tallé Meygni Simo Yanyce (d) | 2023    |         |        |           |
|    | Sop Tchinda (d)              |         |         |        |           |
|    | Nguerouh (Yoh Jonas) (d)     |         |         |        |           |
|    | Yoh Malieum II (d)           |         |         |        |           |
|    | Tallé Nath (d)               |         |         |        |           |
|    | Fogue Nguikua (d)            |         |         |        |           |
|    | Yoh Malieum I (d)            |         |         |        |           |
|    | Tat' Ketu (d)                |         |         |        |           |
|    | Ndagnou (d)                  |         |         |        |           |
|    | Megoh Feh (d)                |         |         |        |           |
|    | Zang Pimagh (d)              |         |         |        |           |
|    | Suh (Pouju Magh) (d)         |         |         |        |           |
|    | Ntsang (d)                   |         |         |        |           |
|    | Fokwe (d)                    |         |         |        |           |
|    | Metsop (d)                   |         |         |        |           |

## Villages
Le groupement de Bandeng compte 3 villages : Bakajou, Bakelac, Bakeule. 

## Cultes
La localité compte une paroisse de l'EEC, Église évangélique du Cameroun.

## Tourisme
Son potentiel touristique s'appuie sur sa chefferie traditionnelle et les chutes de Mazo'o.